# 이재학 (야구 선수)
이재학(李在學, 1990년 10월 4일 ~ )은 KBO 리그 NC 다이노스의 투수이다.

## 아마추어 시절
정통 사이드암 투수로 140km/h대의 직구를 구사했다. 대구고등학교 시절 이닝당 사사구 허용율이 0.3개, 삼진은 1.26개였다. 서클 체인지업이 주 무기이다. 대구고등학교 2학년 때인 2008년에 투수 정인욱, 이강혁 등과 함께 대구고등학교를 창단 첫 봉황대기 우승으로 이끌었고, 그는 우수 투수상을 수상했다. 대구고등학교 졸업 후 2010년 신인 드래프트에서 두산 베어스의 2라운드(전체 10순위) 지명을 받아 입단하였다.

## 두산 베어스시절
2010년 6월 15일 LG 트윈스전에서 데뷔 첫 경기를 치렀고, 구원 승을 거둬 데뷔 첫 승을 기록했다. 경기에서 2.1이닝 4볼넷, 2탈삼진을 기록했다.
2011년에 전지 훈련 중 팔꿈치 통증을 느꼈고, 검사 결과 연골이 깨진 게 드러났다. 이후 연골이 붙어 수술은 피했지만 2011년에는 재활군에 머물렀다.

## NC 다이노스시절
2011년 11월 22일에 열린 2차 드래프트를 통해 이적하였다.

### 2012년시즌
이적 후 당시 감독이었던 김경문이 선발 투수로 꾸준히 기용해 15승 2패, 1점대 평균자책점으로 남부리그 다승왕에 올랐다. 특히 2012년 8월 27일 삼성 라이온즈와의 2군 경기에서 9이닝 무실점, 2피안타, 10탈삼진을 기록해 팀의 첫 완봉승을 기록했다.

### 2013년 시즌
4월 11일 LG전에 선발 등판해 데뷔 첫 선발 승이자 팀의 첫 승리 투수가 됐다. 5월 17일 삼성 라이온즈전에서는 팀 창단 첫 완투를 기록했으나 패전 투수가 됐다. 손민한을 선발로 올렸고, 김진성과 이민호는 경험 부족으로 마무리에서 부진해 그가 마무리로 보직이 변경됐다. 하지만 마무리로 등판했을 때 난조를 보여 다시 선발로 돌아왔고, 손민한이 투구 수에 부담을 느껴 김경문에게 중간 계투 전향 의사를 표명하며 손민한은 그와 보직을 맞바꿔 중간 계투 및 마무리를 맡았다. 6월 19일 LG 트윈스와의 경기에서 6이닝 무실점으로 호투했지만 팀은 역전 패를 당했다. 7월 31일 SK 와이번스전에서 12탈삼진을 기록하며 데뷔 첫 완봉승을 거뒀다. 7월 4경기에서 29탈삼진을 기록해 Dr.K 쿠퍼스 월간 최다 탈삼진상을 수상했다. 부상으로 상금 200만원과 헛개나무 프로젝트 쿠퍼스를 받았다. 10월 1일 넥센 히어로즈전에서 데뷔 첫 두 자릿 수 승을 거뒀다.
나성범, 유희관과 함께 신인왕 후보에 올랐고, 총 98표 중 77표를 얻으며 신인왕을 차지했다. 이는 팀 창단 첫 신인왕 수상이었다. 시즌 후 제 1회 플레이어스 초이스 어워드에서 신인상을 수상했고, 12월 5일 프로야구 스포츠토토 올해의 상에서 올해의 신인상을 수상했다. 2013년 12월 9일 카스 포인트 어워즈에서 2401점의 카스포인트를 얻어 최우수 신인상을 수상했다.

### 2014년 시즌
4월 6경기에 출전해 42.1이닝 QS 5회, 3승 1패, 평균자책점 2.34를 기록하며 조아제약이 선정하는 월간 MVP에 뽑혔다. 그러나 5월 들어서 1승 3패로 부진했고 5월 16일, 5월 21일에는 5이닝도 못 던지고 강판됐다. 하지만 6월 이후 다시 제 컨디션을 찾으며 전반기에만 9승을 기록했다. 이 활약으로 나성범과 함께 2014년 인천 아시안 게임 야구 대표팀 최종 엔트리에 선발됐다. 10월 3일 SK 와이번스와의 경기에서 5이닝 3피안타, 2실점(1자책), 7탈삼진으로 호투하며 승리 투수가 됐고 2년 연속 두 자릿수 승을 기록했다.
전반기 18경기에서 평균자책점 3.38, 9승 4패를 기록했으나 후반기 11경기에서 체인지업의 구위가 떨어지며 평균자책점 6.02, 1승 5패으로 부진했다. 시즌 29경기에 등판해 156이닝 4점대 평균자책점, 10승 9패, 131탈삼진을 기록했다.

#### 2014년준플레이오프
10월 19일 LG 트윈스와의 1차전에서 선발 등판했으나 0.2이닝 5실점으로 조기 강판당했고 패전 투수가 됐다. 10월 25일 4차전에서 구원 등판해 1.1이닝 2실점을 기록하며 강판됐다.
| 평균자책점 | 경기 | 완투 | 완봉 | 승 | 패 | 세 | 홀 | 이닝 | 피안타 | 피홈런 | 볼넷 | 사구 | 삼진 | 실점 | 자책점 |
| ---------- | ---- | ---- | ---- | -- | -- | -- | -- | ---- | ------ | ------ | ---- | ---- | ---- | ---- | ------ |
| 31.5       | 2    | 0    | 0    | 0  | 1  | 0  | 0  | 2    | 6      | 0      | 2    | 0    | 2    | 7    | 7      |

### 2015년 시즌
부진을 거듭하다가 5월 27일에 1군에서 말소됐다. 6월 9일에 다시 등록됐고, SK 와이번스와의 경기에서 6이닝 5피안타, 6탈삼진, 무사사구, 2실점(2자책)으로 시즌 첫 선발 승을 기록했다. 전반기 16경기에 등판해 57.1이닝 3승 4패, 1홀드, 34볼넷, 50탈삼진, 평균자책점 4.55로 부진했다.
7월 25일 두산 베어스와의 경기에서 5이닝 4실점을 기록했으나, 타선의 지원을 받아 시즌 4승을 거두며 후반기 첫 승을 기록했다. 9월 23일 삼성 라이온즈와의 경기에서 역대 47번째 3년 연속 두 자릿수 탈삼진을 기록했다. 9월 28일 한화 이글스와의 경기에서 3년 연속 두 자릿수 승을 기록했다. 후반기 7승 4패, 평균자책점 3.90을 기록했다. 전반기에 9이닝당 5.34개에 이르던 볼넷이 후반기에 3.03개로 줄어들었다.
시즌 125이닝 4점대 평균자책점, 10승(8선발승) 8패, 58볼넷, 116탈삼진을 기록했다.

#### 2015년플레이오프
불펜으로 등판했고, 그 대신 손민한이 선발 등판했다.
| 평균자책점 | 경기 | 완투 | 완봉 | 승 | 패 | 세 | 홀 | 이닝 | 피안타 | 피홈런 | 볼넷 | 사구 | 삼진 | 실점 | 자책점 |
| ---------- | ---- | ---- | ---- | -- | -- | -- | -- | ---- | ------ | ------ | ---- | ---- | ---- | ---- | ------ |
| 0.00       | 2    | 0    | 0    | 0  | 0  | 0  | 0  | 1.2  | 1      | 0      | 1    | 0    | 1    | 0    | 0      |

### 2016년 시즌
승부 조작 의혹으로 7월 30일에 1군에서 말소됐다. 하지만 경찰 조사에서 결백을 주장해 8월 16일에 1군에 복귀했다.
9월 22일 한화 이글스와의 경기에서 5.1이닝 5피안타, 9탈삼진, 2실점으로 시즌 두 자릿수 승을 기록했고, 이는 역대 25번째 4년 연속 두 자릿수 승이었다. 10월 6일 SK 와이번스와의 경기에서 시즌 12승을 기록했다. 이 경기에서 역대 26번째 선발 타자 전원 탈삼진을 기록했다.
시즌 26경기에 등판해 127.2이닝 12승 4패, 4점대 평균자책점, 134탈삼진을 기록했다.
승부 조작 의혹으로 플레이오프, 한국시리즈 엔트리에서 제외됐고, 시즌 후 무혐의 처리됐다.

### 2017년
시즌 28경기에 등판해 5승 7패, 5점대 평균자책점을 기록했다.

### 2018년
시즌 29경기 152 1/3이닝 등판해 5승 13패 116탈삼진 평균자책점 4.79를 기록했다. 6년 연속 100탈삼진을 기록했다.

### 2019년
8월 13일 한화 이글스와의 경기에서 승리 투수가 됐는데 이는 2015년 9월 17일 이후 한화 이글스전 10연승을 기록해‘독수리 킬러’라고 불렸다. 9월 23일 롯데 자이언츠와의 경기에서 5이닝 5피안타, 5볼넷, 3탈삼진, 1실점을 기록하며 3년만에 두 자릿수 승을 달성했다.
시즌 129.2이닝 3점대 평균자책점, 10승 4패, 91탈삼진, 43볼넷을 기록했다.

### 2020년
시즌 19경기에 등판해 5승 6패, 6점대 평균자책점을 기록했다.
시즌 내내 부진한 모습을 여 한국시리즈 엔트리에 포함되지 못했다.

### 2021년
6월 22일 롯데 자이언츠와의 경기에서 5이닝 3피안타, 3볼넷, 2탈삼진, 무실점을 기록하며 시즌 첫 승이자 269일만에 승리 투수가 됐다.
9월 23일 키움 히어로즈와의 경기에서 2이닝 2피안타, 1볼넷, 2탈삼진으로 호투하던 중 김주형의 머리를 맞춰 퇴장당했다. 9월 29일 KIA 타이거즈와의 경기에서 5이닝 3피안타, 6볼넷, 4탈삼진, 1실점을 기록하며 시즌 5승을 기록했다. 경기가 강우 콜드로 끝나며 완투승을 기록했다. 10월 15일 두산 베어스와의 경기에서 9이닝 1피안타, 1볼넷, 2사구, 무실점으로 완봉승을 기록했다. 이는 그가 2,998일만에 기록한 완봉승이었다. 후반기 12경기에서 5승 4패, 평균자책점 4.38을 기록했다.
시즌 17경기에 등판해 83이닝 6승 6패, 65탈삼진, 58볼넷, 5점대 평균자책점을 기록했다.

### 2022년
4월 19일 삼성 라이온즈와의 경기에서 김재혁을 상대로 역대 34번째 통산 네 자릿수 탈삼진을 기록했다. 사이드암 투수로서는 3번째 기록이었다. 6월 9일 SSG 랜더스와의 경기에서 KBO리그 역대 50번째 통산 1200이닝을 달성했으나 승리 투수가 되지 못했다. 7월 13일 두산 베어스와의 경기에서 6이닝 3피안타, 6탈삼진, 무실점으로 13번째 등판만에 첫 승을 기록했다.
시즌 후 FA 자격을 취득했고 12월 15일 2+1년 9억(보장 2년 5.5억, 3년차 계약 실행을 포함한 총 옵션 3.5억)에 잔류했다.

### 2023년
9월 8일 롯데 자이언츠와의 경기에서 선발 출장해 4 1/3이닝 3피안타 5볼넷 6탈삼진 3실점을 기록했다. 이 날 등판으로 KBO리그 역대 41번째 1300이닝을 기록했다. 9월 23일 두산 베어스와의 경기에서 2회초 양석환을 상대로 탈삼진을 잡아내면서 KBO리그 역대 27번째 통산 1100탈삼진을 기록했다. 6월 30일 LG 트윈스와의 경기에 선발 등판했다. 이 날 KBO리그 역대 34번째 6000타자 상대도 기록했다.

### 2024년
개막이후 4경기 동안 3패를 기록하면서 부진했다. 4월 24일 두산 베어스를 상대로 7이닝 1실점 3피안타 5탈삼진으로 호투하면서 시즌 첫 승을 기록했다. 4월 30일 LG 트윈스와의 경기에서 등판해 7이닝을 5피안타 1볼넷 6탈삼진 무실점을 기록하면서 시즌 2승을 기록했다. 전반기 10경기 52 2/3이닝 출장해 2승 5패 45탈삼진 평균자책점 4.61을 기록했다.
7월 13일 키움 히어로즈를 상대로 등판해 5이닝 6피안타 2볼넷 4탈삼진 1실점을 기록하면서 시즌 3승을 기록했다. 8월 18일 삼성 라이온즈와의 경기에서 선발 출장해 5이닝 3실점 4탈삼진을 기록했다. 이 날 등판으로 KBO리그 역대 37번째 1400이닝을 기록했다. 8월 25일 광배근 통증으로 1군에서 말소됐다. 9월 5일 키움 히어로즈를 상대로 등판해 4이닝 6피안타 6실점 1탈삼진으로 부진한 모습을 보였다. 팀이 동점을 만들면서 패전투수는 면했다. 10월 1일 롯데 자이언츠와의 경기에서 4회초 첫 타자 손호영을 상대을 삼진으로 돌려세우며, KBO리그 역대 24번째 1200탈삼진을 기록했다. 후반기 11경기 51 2/3이닝 출장해 1승 7패 52탈삼진 평균자책점 6.45로 부진했다.
2024년 시즌 21경기 104 1/3이닝 출장해 3승 12패 97탈삼진 평균자책점 5.52를 기록했다.

## 국가대표 경력

### 2014년아시안 게임
준결승이었던 중국전에 선발 등판했으나 5이닝 2실점으로 동점을 허용하고 내려갔고, 박병호의 3점 홈런으로 패전을 면했다. 국가대표팀이 금메달을 획득해 병역 특례를 받았다.
| 평균자책점 | 경기 | 완투 | 완봉 | 승 | 패 | 세 | 홀 | 이닝 | 피안타 | 피홈런 | 사사구 | 삼진 | 실점 | 자책점 |
| ---------- | ---- | ---- | ---- | -- | -- | -- | -- | ---- | ------ | ------ | ------ | ---- | ---- | ------ |
| 3.60       | 2    | 0    | 0    | 0  | 0  | 0  | 0  | 5    | 4      | 0      | 0      | 5    | 2    | 2      |

## 논란
- 승부 조작 의혹에 휘말리며 2016년 7월 30일에 1군 엔트리에서 말소됐다. 8월 9일 경기북부지방경찰청에 참고인으로 출석해 혐의를 전면 부인하며 결백을 주장했다. 경찰은 "참고인 신분으로 불러 조사를 마쳤으며 아직 다른 추가 소환 계획은 없다"고 밝혔다.[39] 10월 19일 승부 조작 의혹으로 플레이오프 엔트리에서 제외됐다.[40] 2016년 11월 7일 경기북부경찰청 사이버수사대는 브리핑을 통해 그의 승부 조작 혐의는 없다고 발표했다. 하지만 2011년 불법 스포츠 도박을 한 정황이 있으나 공소시효 만료로 불기소한다고 밝혔다.[41]

## 경력

### 수상
- 2008년 제38회 봉황대기 전국고교야구대회 우수 투수상
- 2013년 7월 닥터K(Dr. K) 쿠퍼스 월간 최다 탈삼진상, 한국 프로 야구 최우수 신인상, 플레이어스 초이스 어워드 신인상, 프로야구 스포츠 토토 올해의 신인상, 카스포인트 어워즈 최우수 신인상
- 2014년 4월 조아제약 월간 MVP

## 에피소드
- 딸기라는 별명 때문에 마산종합운동장 야구장 내 다이노스 카페에서 그의 이름이 메뉴명으로 등록된 딸기 주스를 팔았다.
- 대구고등학교 시절 권오준의 투구 폼을 보고 체인지업을 연구했다.[42]
- 임창용을 롤모델이라고 밝혔다. 임창용의 피칭에 대해 "자신감이 느껴지는 피칭이에요. 본받고 싶죠. 스피드도 빠르고 좋지만 변화구 컨트롤도 멋져요. 특히 공 하나하나를 던질 때마다 느껴지는 당당함을 본받고 싶어요."라고 했다.[43]

## 별명
- 두산 베어스 시절부터 홍조증과 여드름으로 인해 '딸기'라고 불린다.[44]

## 출신 학교
- 대구옥산초등학교
- 경복중학교
- 대구고등학교

## 주요 기록
| 기록          | 날짜            | 소속팀 | 상대팀 | 상대타자 | 구장 | 이전 기록 | 기타        |
| ------------- | --------------- | ------ | ------ | -------- | ---- | --------- | ----------- |
| 4년 연속 10승 | 2016년 9월 22일 | NC     | 한화   |          | 대전 | 김광현    | 역대 25번째 |

| 기록                  | 날짜            | 소속팀 | 상대팀 | 상대타자 | 구장 | 이전 기록              | 기타        |
| --------------------- | --------------- | ------ | ------ | -------- | ---- | ---------------------- | ----------- |
| 선발 타자 전원 탈삼진 | 2016년 10월 6일 | NC     | SK     |          | 마산 |                        | 역대 26번째 |
| 통산 1000 탈삼진      | 2021년 4월 19일 | NC     | 삼성   | 김재혁   | 창원 | 2019년 7월 19일 소사   | 역대 34번째 |
| 통산 1100 탈삼진      | 2023년 9월 23일 | NC     | 두산   | 양석환   | 잠실 | 2016년 6월 17일 김광현 | 역대 27번째 |
| 통산 1200 탈삼진      | 2024년 10월 1일 | NC     | 롯데   | 손호영   | 창원 | 2020년 9월 8일 장원삼  | 역대 24번째 |

| 기록          | 날짜            | 소속팀 | 상대팀 | 상대타자 | 구장 | 이전 기록 | 기타        |
| ------------- | --------------- | ------ | ------ | -------- | ---- | --------- | ----------- |
| 통산 1200이닝 | 2022년 6월 9일  | NC     | SSG    |          | 창원 | 우규민    | 역대 50번째 |
| 통산 1300이닝 | 2023년 9월 8일  | NC     | 롯데   |          | 창원 | 우규민    | 역대 41번째 |
| 통산 1400이닝 | 2024년 8월 18일 | NC     | 삼성   |          | 창원 | 우규민    | 역대 37번째 |

| 기록               | 날짜            | 소속팀 | 상대팀 | 상대타자 | 구장 | 이전 기록 | 기타        |
| ------------------ | --------------- | ------ | ------ | -------- | ---- | --------- | ----------- |
| 통산 6000타자 상대 | 2024년 6월 30일 | NC     | LG     |          | 창원 | 우규민    | 역대 34번째 |

## 통산 기록
| 연도 | 팀명   | 평균자책점 | 경기 | 완투 | 완봉 | 승 | 패 | 세 | 홀 | 승률  | 타자 | 이닝  | 피안타 | 피홈런 | 볼넷 | 사구 | 탈삼진 | 실점 | 자책점 |
| ---- | ------ | ---------- | ---- | ---- | ---- | -- | -- | -- | -- | ----- | ---- | ----- | ------ | ------ | ---- | ---- | ------ | ---- | ------ |
| 2010 | 두산   | 5.01       | 16   | 0    | 0    | 1  | 1  | 0  | 0  | 0.500 | 107  | 23⅓   | 21     | 3      | 13   | 6    | 18     | 14   | 13     |
| 2013 | NC     | 2.88       | 27   | 2    | 1    | 10 | 5  | 1  | 0  | 0.667 | 646  | 156   | 123    | 12     | 59   | 14   | 144    | 53   | 50     |
| 2014 | NC     | 4.21       | 29   | 1    | 0    | 10 | 9  | 0  | 0  | 0.526 | 668  | 156   | 152    | 16     | 68   | 8    | 131    | 77   | 73     |
| 2015 | NC     | 4.10       | 29   | 0    | 0    | 10 | 8  | 0  | 1  | 0.556 | 545  | 125   | 115    | 17     | 58   | 9    | 116    | 58   | 57     |
| 2016 | NC     | 4.58       | 26   | 0    | 0    | 12 | 4  | 0  | 0  | 0.750 | 569  | 127⅔  | 140    | 19     | 54   | 6    | 134    | 72   | 65     |
| 2017 | NC     | 5.67       | 28   | 0    | 0    | 5  | 7  | 0  | 0  | 0.417 | 546  | 119   | 142    | 22     | 41   | 13   | 117    | 88   | 75     |
| 2018 | NC     | 4.79       | 29   | 1    | 0    | 5  | 13 | 0  | 0  | 0.278 | 658  | 152⅓  | 157    | 13     | 49   | 10   | 116    | 87   | 81     |
| 2019 | NC     | 3.75       | 24   | 0    | 0    | 10 | 4  | 0  | 0  | 0.714 | 560  | 129⅔  | 133    | 6      | 43   | 9    | 91     | 62   | 54     |
| 2020 | NC     | 6.55       | 19   | 0    | 0    | 5  | 6  | 0  | 0  | 0.455 | 410  | 90⅔   | 105    | 14     | 43   | 5    | 61     | 66   | 66     |
| 2021 | NC     | 5.20       | 17   | 2    | 1    | 6  | 6  | 0  | 0  | 0.500 | 370  | 83    | 74     | 14     | 52   | 6    | 65     | 50   | 48     |
| 2022 | NC     | 4.75       | 26   | 0    | 0    | 3  | 8  | 0  | 0  | 0.273 | 406  | 91    | 75     | 5      | 54   | 8    | 72     | 56   | 48     |
| 2023 | NC     | 4.54       | 15   | 0    | 0    | 5  | 5  | 0  | 0  | 0.500 | 293  | 67⅓   | 55     | 6      | 33   | 5    | 43     | 36   | 34     |
| 2024 | NC     | 5.32       | 21   | 0    | 0    | 3  | 12 | 0  | 0  | 0.200 | 462  | 103⅓  | 108    | 17     | 42   | 4    | 97     | 68   | 64     |
| 통산 | 13시즌 | 4.60       | 306  | 6    | 2    | 85 | 88 | 1  | 1  | 0.491 | 6240 | 1425⅓ | 1400   | 164    | 609  | 103  | 1205   | 787  | 782    |

- 빨간 글씨는 한국 프로야구 역사상 최고 기록
- 굵은 글씨는 해당 시즌 최고 기록